# Apache POI
Apache POI是Apache軟件基金會的開放源碼函式庫，POI提供API給Java程式對Microsoft Office格式檔案讀和寫的功能。
.NET的開發人員則可以利用NPOI（POI for .NET）來存取POI的功能。

## 結構
- HSSF － 提供讀寫Microsoft Excel XLS 格式檔案的功能。
- XSSF － 提供讀寫Microsoft Excel OOXML XLSX 格式檔案的功能。
- HWPF － 提供讀寫Microsoft Word DOC 格式檔案的功能。
- XWPF － 提供讀寫Microsoft Word DOCX 格式檔案的功能。
- HSLF － 提供讀寫Microsoft PowerPoint格式檔案的功能。
- HDGF － 提供讀Microsoft Visio格式檔案的功能。
- HPBF － 提供讀Microsoft Publisher格式檔案的功能。
- HSMF － 提供讀Microsoft Outlook格式檔案的功能。